# 433 Eros
Eros (formalmente 433 Eros, dal greco Ἔρως) è un asteroide del sistema solare.
Fu scoperto il 13 agosto del 1898 da Auguste Charlois e Carl Gustav Witt, in modo indipendente. Il suo nome trae origine dalla divinità dell'amore della mitologia greca.
La sua orbita lo porta periodicamente molto vicino alla Terra: ha un perielio di 1,1 au ed è quindi un asteroide near-Earth, categoria piuttosto ampia che include gli asteroidi la cui orbita si avvicina o interseca quella della Terra; più in particolare, Eros è un tipico asteroide Amor. Dal punto di vista chimico, è classificato come asteroide di tipo S, composto cioè principalmente da silicati.
Ha forma irregolare con dimensioni di 34,4 × 11,2 × 11,2 km.
Possiede un caratteristico restringimento centrale: se lo si vede dai poli, assomiglia ad una banana o una nocciolina americana. La sua massa di 6,687×1015 kg. è pari a circa un decimilionesimo della massa lunare. La superficie, di colore bruno-dorato, appare pesantemente craterizzata: i crateri maggiori raggiungono dimensioni confrontabili con quelle di Eros stesso.
Le immagini ad alta risoluzione rivelano la presenza di uno strato di regolite che copre Eros in ogni sua parte, il cui spessore è stimato essere tra 10 e 100 m.
Tra gli oggetti del sistema solare delle sue dimensioni, Eros è stato quello più osservato. Storicamente, le sue osservazioni sono state rilevanti per la determinazione del valore della parallasse solare (e conseguentemente dell'unità astronomica) e della massa del sistema Terra-Luna. È il primo asteroide intorno al quale ha orbitato e sul quale si è posata una sonda spaziale: la NEAR Shoemaker della NASA infatti, dopo essere entrata in orbita il 14 febbraio 2000, è atterrata il 12 febbraio 2001 sulla superficie dell'asteroide, dove ha condotto analisi chimiche del suolo.

## Osservazione
Eros è un oggetto mediamente poco luminoso, che mantiene per periodi di diversi anni magnitudini comprese tra la dodicesima e la quindicesima. Durante i periodici avvicinamenti alla Terra (una decina per secolo), all'opposizione può raggiungere magnitudini comprese tra l'ottava e la nona. In opposizioni ancora più rare che si verificano ogni 81 anni - l'ultima è avvenuta nel 1975 e la prossima si verificherà nel 2056 - Eros raggiunge la magnitudine +7,1,, divenendo più luminoso di Nettuno e degli asteroidi della fascia principale, con l'eccezione di Vesta e, raramente, di Pallade e Iride.
All'opposizione l'asteroide sembra fermarsi, ma, a differenza di quanto si verifica normalmente per un corpo in congiunzione eliocentrica con la Terra, il suo moto apparente non diventa mai retrogrado. Al momento della sua scoperta, Eros era l'unico oggetto esterno alla Terra ad esibire tale comportamento, in seguito manifestato anche da altri asteroidi near-Earth. Il suo periodo sinodico di 845 giorni terrestri è uno dei più lunghi tra quelli posseduti dai corpi del sistema solare.

## Storia delle osservazioni

### Scoperta

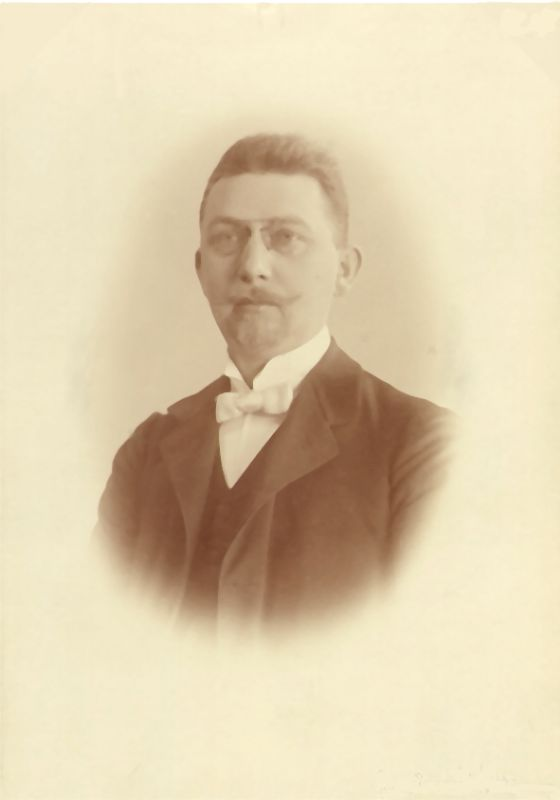
Carl Gustav Witt, scopritore di Eros.

La scoperta di Eros fu attribuita a Carl Gustav Witt, che lo fotografò la notte del 13 agosto 1898 dall'osservatorio berlinese dell'associazione astronomica Urania (Urania Sternwarte Berlin), come un oggetto di undicesima magnitudine, mentre eseguiva misure astrometriche di precisione della posizione dell'asteroide 185 Eunike, acquisendo con un'esposizione di due ore un'immagine di una zona centrata sulla stella β Aquarii.
Tuttavia immagini dell'asteroide furono raccolte la stessa notte anche da Auguste Charlois dall'Osservatorio di Nizza, ma i dati vennero da lui pubblicati solo alcuni giorni dopo Witt: mentre all'epoca si diede la colpa del ritardo a Charlois stesso, al quale veniva rimproverato di aver mancato di controllare le lastre fotografiche nei giorni subito seguenti alla notte della loro esposizione – il 14 agosto, che cadde di domenica, e il 15, festivo – la causa del ritardo era probabilmente dovuta ad un problema tecnico del telescopio, che aveva fallito nell'annullare l'effetto del moto della Terra, producendo immagini meno nitide. Questa circostanza, scoperta nel 2002, ha fatto sì che all'astronomo francese sia riconosciuta oggi la scoperta indipendente.
In meno di due settimane, Adolf Berberich calcolò un'orbita preliminare, che permise di notare la singolarità dell'asteroide rispetto a tutti gli altri allora noti: al perielio, l'oggetto si sarebbe infatti trovato entro l'orbita di Marte. Successive osservazioni, unite all'individuazione di immagini di pre-scoperta raccolte dall'Harvard College Observatory già nel 1893, permisero di determinare l'orbita con maggiore accuratezza e di scoprire che l'asteroide nel 1894 si era avvicinato alla Terra: era stato così scoperto il primo asteroide near-Earth.
Il nome Eros fu scelto da Witt e Berberich in riferimento al dio dell'amore greco, rompendo la tradizione che aveva visto fino ad allora assegnare agli asteroidi nomi femminili.

### Osservazioni successive

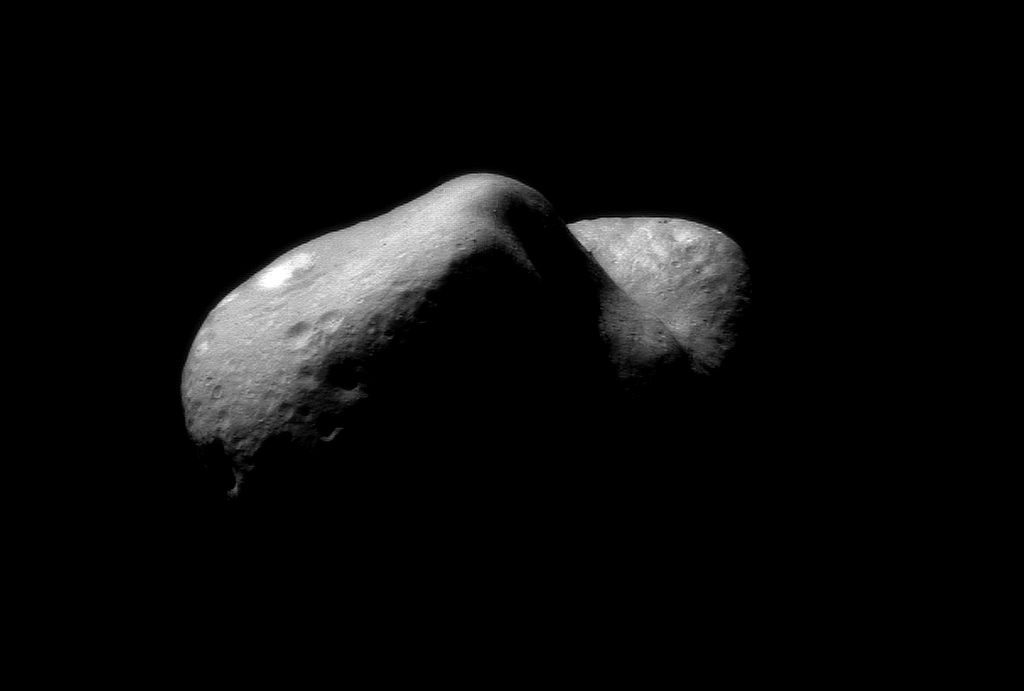
Un'altra immagine di Eros ripresa dalla sonda NEAR Shoemaker.

Nel corso di alcuni tra i periodici avvicinamenti di Eros al nostro pianeta, cui corrispondono condizioni osservative particolarmente favorevoli, l'asteroide è stato oggetto di mirate campagne osservative - anche di carattere internazionale. La prima di queste ebbe luogo nel biennio 1900-1901. e in tale occasione il Comité International Permanent pour l'Exécution Photographique de La Cartes du Ciel sviluppò un piano di lavoro - cui aderirono 58 osservatori astronomici di varie nazioni - con lo scopo di misurare la parallasse solare (e quindi di determinare la distanza media della Terra dal Sole, ovvero l'unità astronomica) attraverso misure della posizione di Eros.
Sfruttando il fatto che l'asteroide fosse all'opposizione (raggiunta il 30 ottobre 1900), si procedette misurando l'angolo sotteso dalle congiungenti tra Eros e i punti d'osservazione sulla Terra. La distanza dell'asteroide dalla Terra fu quindi determinata con semplici relazioni trigonometriche: infatti le misurazioni permisero di conoscere i valori degli angoli interni del triangolo avente ai propri vertici l'asteroide e, ad esempio, due punti sulla Terra (la lunghezza della congiungente tra i due punti sulla Terra era anch'essa nota). Si considerò quindi il triangolo avente ai propri vertici la Terra, il Sole e 433 Eros: la distanza Terra-asteroide era stata misurata; noto il periodo dell'orbita di 433 Eros, la distanza Sole-asteroide poté essere dedotta dalla seconda legge di Keplero; si poté quindi determinare la distanza media della Terra dal Sole, trovando per essa un valore di 149504000 km (il valore ottenuto attraverso moderne misurazioni radar è di 149597870,66 km). I risultati furono pubblicati da Arthur Hinks nel 1910. Il metodo può in principio essere utilizzato con un terzo corpo qualsiasi, tuttavia, affinché le misure angolari siano la più precise possibili è necessario che il terzo corpo sia vicino alla Terra. Da qui il vantaggio derivante dall'utilizzare un asteroide come Eros..
Una seconda campagna internazionale volta a determinare una migliore approssimazione della parallasse solare fu organizzata nel 1930-1931 dalla Solar Parallax Commission dell'Unione Astronomica Internazionale. In tale occasione, l'asteroide raggiunse una distanza di circa 0,178 au dalla Terra, assai inferiore rispetto all'occasione precedente. I risultati in merito furono pubblicati nel 1941 da Harold Spencer Jones.

Animazione della rotazione di 433 Eros.

Nel 1901 inoltre l'astronomo francese Charles André aveva registrato delle variazioni periodiche nella luminosità di Eros e aveva proposto che l'oggetto potesse essere costituito da due nuclei a forma di «manubrio da ginnastica». Nel 1931, gli astronomi sudafricani van den Bos e Finsen descrissero la forma dell'asteroide come un «otto», ne misurarono il periodo di rivoluzione in 5 ore e 17 minuti e ne stimarono il diametro in 23 km (assai prossimo al valore reale di 21 km). In questo periodo, inoltre, venne applicata ed affinata su Eros la tecnica delle curve di luce per la determinazione del periodo di rotazione e della direzione dell'asse di rotazione di un asteroide.
L'orbita seguita dall'asteroide lo rende particolarmente adatto anche per determinare la massa del sistema Terra-Luna, valutando le variazioni prodotte nel suo moto dagli incontri ravvicinati al sistema. Infatti, l'orbita che ogni oggetto percorre attorno al Sole è perturbata dalle azioni gravitazionali dei pianeti maggiori. Perché sia possibile determinare la massa di un pianeta dal confronto dell'orbita effettiva di un oggetto campione con quella predetta per lo stesso oggetto dalla meccanica kepleriana, è necessario che sia conosciuta con precisione adeguata l'orbita percorsa dall'oggetto e che le azioni gravitazionali di disturbo esercitate dal pianeta raggiungano un'entità apprezzabile, ovvero, dal momento che esse sono inversamente proporzionali al quadrato della distanza, che l'oggetto campione si avvicini sufficientemente al pianeta del quale si vuole determinare la massa. Eros soddisfa entrambe queste richieste, dal momento che tra gli oggetti del sistema solare delle sue dimensioni è stato quello più studiato; è osservabile dalla Terra in ogni punto della sua orbita ed esegue periodici avvicinamenti al nostro pianeta.
Eduard Noteboom, nel 1921, fu il primo a eseguire tali calcoli, basandosi sulle osservazioni condotte nel periodo compreso tra il 1893 e il 1914; Witt li ripeté nel 1933, utilizzando osservazioni su un periodo più ampio, condotte tra il 1893 ed il 1931. Infine, un terzo valore fu proposto da Eugene Rabe nel 1950, utilizzando le osservazioni raccolte nel periodo tra il 1926 e il 1945, e rivisto nel 1967 da Rabe stesso e Mary Parmenter Francis. Da allora in poi, per migliorare ulteriormente la stima della massa del sistema Terra-Luna, è risultato più conveniente fare ricorso alle sonde spaziali.

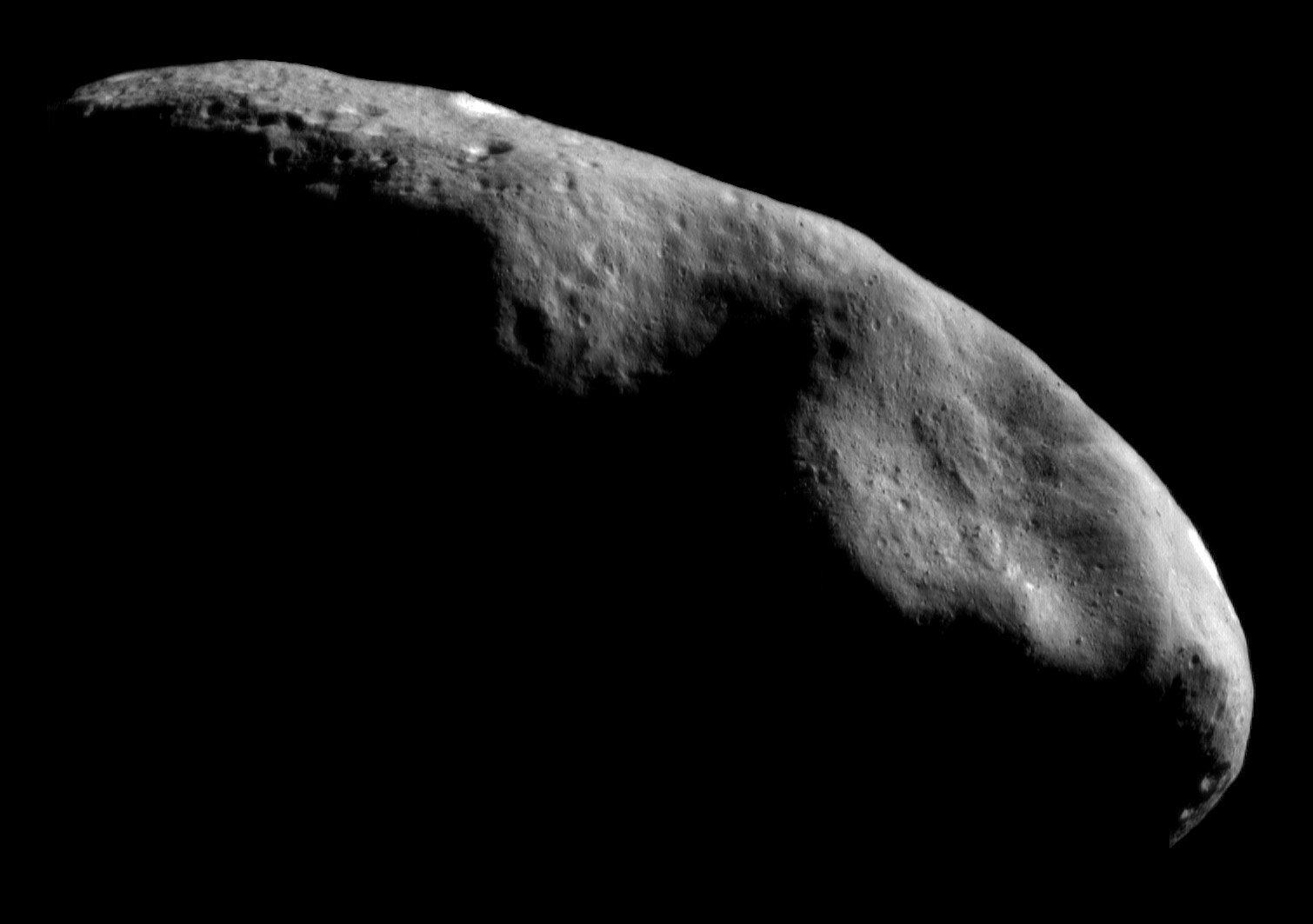
L'emisfero meridionale di Eros ripreso dalla sonda NEAR Shoemaker.

Nel biennio 1974-1975 è stato quindi oggetto di una terza campagna di osservazioni, in occasione di un avvicinamento particolarmente stretto alla Terra, i cui risultati furono pubblicati nel numero del maggio del 1976 della rivista Icarus. Eros fu osservato nel visibile, nell'infrarosso e attraverso strumenti radar; ne furono stimati l'albedo (pari a 0,19±0,01), le dimensioni (13 × 15 × 36 km³), il periodo di rotazione (5 ore 16 minuti e 13,4 secondi) e la direzione dell'asse di rotazione. Furono cercati indizi sulla sua composizione, mentre le osservazioni nell'infrarosso rivelarono la presenza in superficie di uno stato di regolite simile a quella lunare.
Il 23 gennaio 1975 è stata inoltre osservata dagli Stati Uniti l'occultazione da parte di Eros della stella κ Geminorum (di magnitudine 3,73), l'unica di cui si abbia traccia storica.
Negli anni ottanta e novanta, Eros è stato oggetto di nuove osservazioni, anche radar, volte a determinarne con maggiore accuratezza le dimensioni, la forma e, più in generale, a raccogliere quante più informazioni possibili in vista della missione Near Earth Asteroid Rendezvous che la NASA avrebbe lanciato nel 1996.
Nel gennaio del 2012 Eros è transitato nuovamente in prossimità della Terra, raggiungendo una distanza confrontabile con quella raggiunta nel 1931, ed anche in tale occasione è stato oggetto di osservazioni.

### Missioni spaziali

Altra animazione della rotazione di 433 Eros.

Nel 1996 la NASA ha lanciato la sonda Near Earth Asteroid Rendezvous, in seguito rinominata NEAR Shoemaker, sviluppata per eseguire lo studio prolungato di un asteroide near-Earth. I vincoli nel delta-v imposti nel trasferimento orbitale dalle specifiche di progetto, ponevano una missione su Eros al limite di fattibilità, rispetto ad altri obiettivi più prossimi alla Terra quali 1943 Anteros, 3361 Orpheus e 4660 Nereus, inizialmente preferiti. Eros fu tuttavia ritenuto più interessante e fu raggiunto grazie all'individuazione di un opportuno piano di volo (calcolato da Robert W. Farquhar) che previde una manovra di fionda gravitazionale con la Terra e permise anche il sorvolo dell'asteroide 253 Mathilde nella fascia principale.
La missione rischiò ad ogni modo di fallire quando, al momento della prima manovra di rendezvous con Eros, si presentò un problema nel controllo d'assetto che condusse alla perdita del contatto con la sonda per 27 ore. Ciò rimandò di circa un anno il previsto rendezvous con l'asteroide, al 14 febbraio 2000, quando la sonda vi entrò in orbita con successo.
NEAR Shoemaker orbitò attorno ad Eros percorrendo orbite progressivamente più strette fino a 35 km di raggio – sia nel piano polare dell'asteroide, sia in quello equatoriale – ed eseguendo sorvoli radenti raggiungendo una distanza minima di 2-3 km dalla superficie. Mappò la superficie e ne identificò le formazioni geologiche, permise misure gravimetriche e compì analisi della composizione dell'asteroide attraverso spettrometri nell'infrarosso e nei raggi X. Il 12 febbraio 2001, due giorni prima della conclusione originariamente pianificata della missione, fu tentata una discesa controllata verso la superficie che si concluse con l'atterraggio della sonda in prossimità del cratere Himeros - vicino alla "sella" dell'asteroide. Con sorpresa degli stessi controllori di missione, la sonda risultò ancora operativa e nei successivi sedici giorni furono condotte misure sulla composizione del suolo del sito di atterraggio con lo spettrometro nei raggi gamma, che si era rivelato poco efficace nelle osservazioni condotte dall'orbita. La missione è terminata il seguente 28 febbraio.

## Parametri orbitali e rotazione

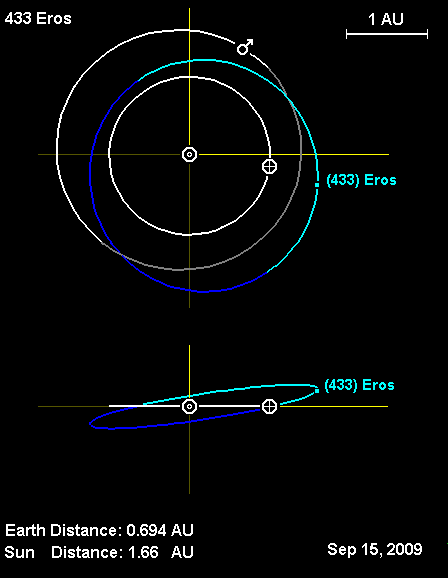
L'orbita di 433 Eros, confrontata con quella della Terra e di Marte.

433 Eros orbita a una distanza media dal Sole di 217,5 milioni di km, pari a circa 1,5 au e completa una rivoluzione intorno alla stella in 643,246 giorni, pari a 1,76 anni. L'orbita è inclinata di 10,830° rispetto al piano dell'eclittica; per via della sua eccentricità pari a 0,223, la distanza tra il pianeta e il Sole varia di circa 276 milioni di chilometri tra i due apsidi: il perielio, punto dell'orbita in cui si verifica il massimo avvicinamento al Sole, è a 1,113 au dalla stella, mentre l'afelio, punto dell'orbita in cui si verifica il massimo allontanamento dal Sole, è a 1,783 au. L'orbita di Eros dunque è sempre esterna rispetto a quella della Terra – qualificandolo come asteroide Amor, mentre attraversa quella di Marte. La minima distanza tra l'orbita di Eros e quella della Terra (Minimum Orbit Intersection Distance, MOID) è pari a 0,148532 au. Un valore prossimo ad essa è stato raggiunto nel 1975 e sarà raggiunto nuovamente nel 2056 durante uno dei periodici avvicinamenti di Eros al nostro pianeta.
Un oggetto può rimanere su un'orbita come quella percorsa da Eros al più per dieci milioni di anni, prima che essa sia perturbata da interazioni gravitazionali con i pianeti del Sistema solare. Alcune simulazioni condotte da P. Michel e colleghi suggeriscono che Eros possa diventare un asteroide geosecante entro due milioni di anni e individuano una probabilità non nulla che Eros possa in ultimo collidere con il nostro pianeta.
Eros completa una rotazione in 5,27 ore; il suo asse di rotazione, inclinato di 89° rispetto al piano orbitale, è soggetto a un moto di nutazione che genera oscillazioni che raggiungono i 55" (per confronto, l'ampiezza della nutazione terrestre è dell'ordine dei 2") nella direzione perpendicolare al piano orbitale; il moto di precessione cui è soggetto, invece, è di 2,84" l'anno.

## Formazione
Vari indizi indicano che Eros sia il frammento di un corpo preesistente. È inoltre improbabile che possa essersi formato in prossimità dell'attuale orbita, nella popolazione dei near-Earth object (NEO) – instabile per periodi di tempo superiori ai dieci milioni di anni – ma, in accordo ai modelli di formazione del sistema solare, potrebbe essersi formato nella porzione interna della fascia principale, dominata da asteroidi di tipo S, dei quali condivide la composizione. Eros potrebbe aver abbandonato la fascia principale circa 16 milioni di anni fa. Alcuni astronomi italiani ritengono inoltre di aver identificato - da studi di dinamica orbitale ed analisi spettroscopiche - nella famiglia Maria gli altri frammenti del corpo progenitore di Eros.
Su Eros non è stata rilevata la presenza di un campo magnetico, che se presente dovrebbe essere inferiore al limite di sensibilità del magnetometro a bordo della sonda NEAR Shoemaker: 4 nT. Ciò potrebbe essere spiegato col fatto che l'asteroide, nel suo processo di formazione, non sarebbe mai passato per una fase liquida.

## Caratteristiche chimico-fisiche

### Massa e dimensioni

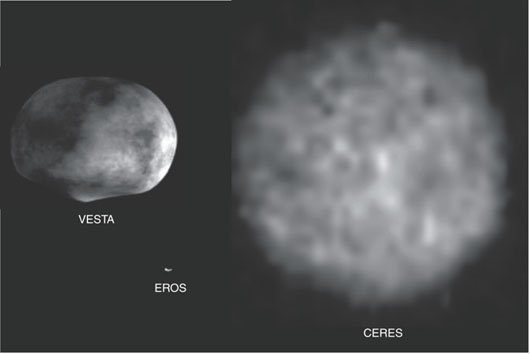
Confronto delle dimensioni di Vesta, Cerere ed Eros.

Eros è il secondo asteroide NEAR per dimensioni, dopo 1036 Ganymed. Ha una forma irregolare che ricorda un'enorme banana se osservato dalla direzione dei poli, o una nocciolina, a causa del restringimento nella zona centrale, indicato come "sella" (saddle in inglese). Può essere descritto approssimativamente da un ellissoide di dimensioni di 34,4 × 11,2 × 11,2 km, cui corrisponde un diametro medio di 16,84±0,06 km. Occupa un volume di circa 2500 km³ e la sua superficie si estende per circa 1125 km².
Misurazioni radiometriche condotte durante la missione NEAR Shoemaker hanno permesso di determinare con precisione la massa di Eros, pari a (6,687±0,003)×1015 kg, circa un decimilionesimo della massa lunare. Rapportando tale valore con il suo volume, si ottiene una densità di 2670±30 kg/m³, prossima a quella della crosta terrestre. Poiché Eros non ha una forma sferica, la gravità sulla sua superficie varia da punto a punto tra 2,1 e 5,5 mm/s2; infatti, essa dipende dalla distanza locale dal centro di gravità dell'asteroide. La velocità di fuga sulla superficie – correlata al valore della accelerazione di gravità locale e al valore locale dell'accelerazione centripeta dovuta al moto di rotazione dell'asteroide – può variare tra 3,1 e 17,2 m/s.

### Composizione

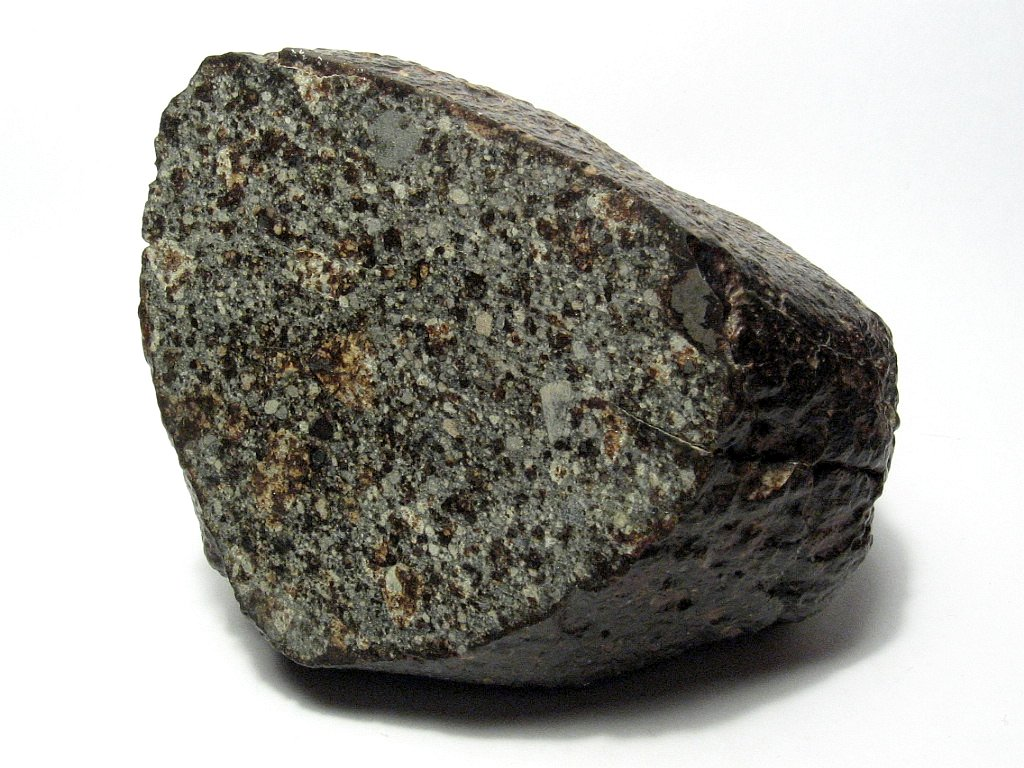
Un frammento del meteorite NWA 869, una condrite ordinaria.

Spettroscopicamente, Eros può essere classificato tra gli asteroidi di tipo S (IV), dove il IV è un indicatore, in una scala che va da I a VII introdotta da Gaffey et al. nel 1993, del contenuto di olivine e ortopirosseni presenti in superficie. In particolare, gli asteroidi del gruppo IV presentano un'elevata variabilità nel rapporto tra olivine e ortopirosseni poveri di calcio (silicati ferrosi), venendo associati alle condriti ordinarie. Nel caso specifico di Eros, osservazioni condotte nell'infrarosso dalla Terra, avevano portato a ritenere che una faccia dell'asteroide fosse ricca maggiormente di olivine e presentasse caratteristiche che l'accomunassero ad asteroidi S(II), mentre l'altra di pirosseni, con caratteristiche analoghe ad asteroidi S(V). La classificazione spettrale di Eros sarebbe quindi derivata da un bilanciamento delle due superfici.
Le osservazioni condotte con lo spettrografo infrarosso (NIS) a bordo della sonda NEAR Shoemaker hanno rilevato una maggiore uniformità nella composizione della superficie, con alcune eccezioni rappresentate da zone in prossimità ad alcuni crateri da impatto. Lo spettro raccolto dallo strumento mostra due grandi bande di assorbimento in prossimità di 1 e 2 μm, che sono state associate alla presenza di minerali femici quali olivine e pirosseni, con un'abbondanza misurata come rapporto di ortopirosseni (opx) su olivine e ortopirosseni (ol + opx) di 42 ± 4%. Gli studiosi ritengono tuttavia di poter distinguere la presenza di almeno altre tre specie minerali, per una sola delle quali sarebbero presenti dati sufficienti alla sua identificazione. È stato suggerito, infatti, che possano essere presenti anche dei clinopirosseni ricchi di calcio, nella forma di diopside o augite, la cui presenza è rilevata anche nelle condriti H, L ed LL con percentuali rispettivamente di 12, 17 e 19%. Un miglioramento nelle conoscenze sulla composizione di Eros potrà derivare infine da una maggiore comprensione del funzionamento dello strumento e conseguentemente da una migliore calibrazione dei dati raccolti.
| Rapporto di abbondanza. | XRS         | GRS  | Condriti ordinarie       |
| ----------------------- | ----------- | ---- | ------------------------ |
| Mg/Si                   | 0,85±0,11   | 0,75 | 0,80                     |
| Al/Si                   | 0,068±0,022 | -    | 0,064                    |
| S/Si                    | < 0,05      | -    | 0,11                     |
| Ca/Si                   | 0,077±0,006 | -    | 0,071                    |
| Fe/Si                   | 1,65±0,27   | 0,80 | 1,0 (LL) 1,2 (L) 1,6 (H) |
| Fe/O                    | -           | 0,28 | 0,5 ÷ 0,8                |
| Si/O                    | -           | 0,61 | 0,5                      |
| K (Peso %)              | -           | 0,07 | 0,08                     |

NEAR Shoemaker ha inoltre raccolto dati sulla composizione elementare di Eros attraverso gli spettrometri nei raggi X e gamma. Stimata come rapporto elementare rispetto al silicio, in misure condotte su tutta la superficie attraverso lo spettrometro a raggi X (XRS), è risultata essere per certi versi analoga a quelle delle condriti ordinarie (nei valori di Fe/Si, Al/Si e Mg/Si), ma con un minore quantitativo di zolfo. Non è possibile sapere tuttavia se ciò sia limitato a una decina di μm della superficie (corrispondente al potere penetrante dello strumento) oppure permanga anche all'interno dell'asteroide. Lo spettrometro a raggi gamma (GRS) invece ha fornito dati validi solo quando la sonda si è posata sulla superficie, essendo stata sovrastimata la sua portata. Le misure sono quindi limitate a circa un metro cubo di Eros. Lo strumento ha rilevato valori dell'abbondanza del potassio e dei rapporti Mg/Si e Si/O confrontabili con quanto misurato nelle condriti, ma un contenuto minore di ferro nei rapporti Fe/Si e Fe/O.
Un primo problema sollevato da questi dati è relativo alla penuria di zolfo sulla superficie. Sono stati ipotizzati almeno tre meccanismi che possano giustificarla, il più probabile dei quali è che l'elemento sia andato perduto nello spazio per effetto del bombardamento di radiazioni e micrometeoriti subito dalla superficie stessa (space weathering). L'altra questione aperta è la discrepanza nei valori del rapporto Fe/Si misurati dai due strumenti; l'ipotesi più probabile è che derivi da una segregazione del ferro dai silicati entro la regolite. Nel complesso, infine, le osservazioni non permettono di associare Eros ad una specifica sottoclasse delle condriti ordinarie e sono sorti dubbi sull'effettiva rappresentatività della regolite della composizione complessiva dell'asteroide.
È stato supposto che 433 Eros contenga maggiori quantità di oro, argento, zinco, alluminio e di altri metalli rispetto a quanto sia stato, o potrà mai essere, estratto dai livelli più superficiali della crosta terrestre.

## Struttura interna

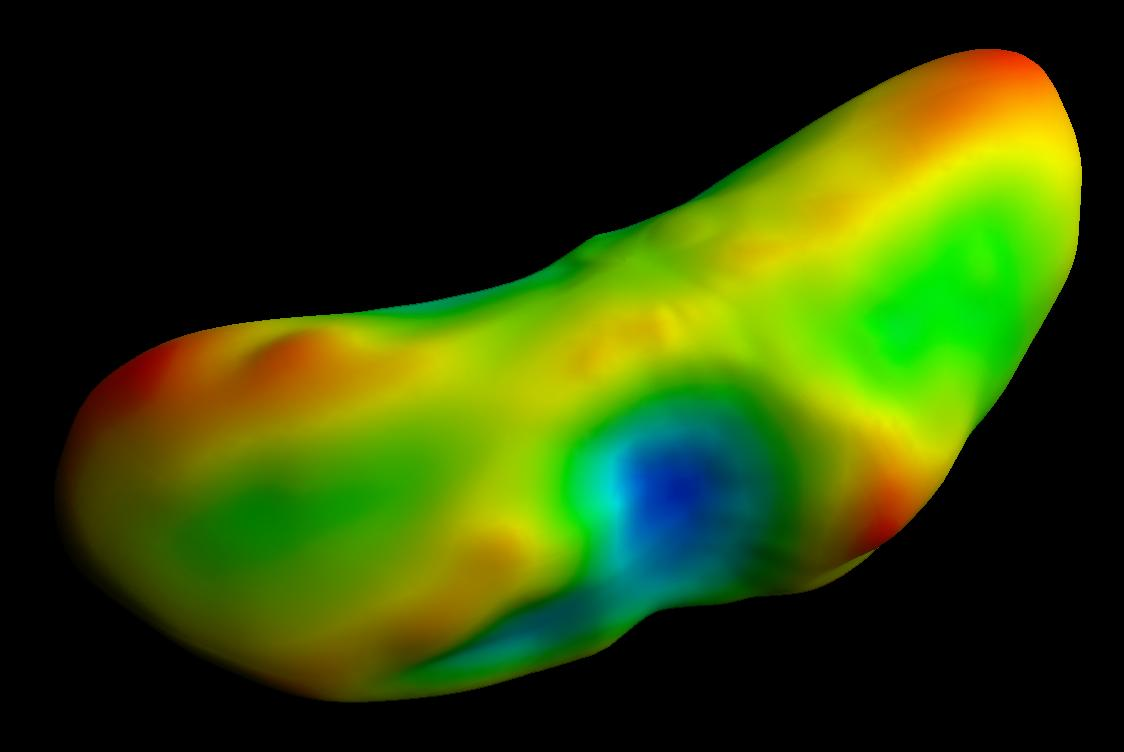
Mappa topografica di Eros che tiene conto anche della misura locale della gravità. In rosso le zone più alte, in blu quelle più basse.

Eros è un corpo dalla struttura interna essenzialmente uniforme, come suggerisce la distribuzione del suo campo gravitazionale e il fatto che il centro di massa quasi coincida con il centro della figura. Tuttavia possiede una densità leggermente inferiore a quella delle condriti ordinarie (OC) - mediamente pari a 3 400 kg/m³ - e ciò fa supporre che presenti una significativa porosità macroscopica, stimata tra il 21% e il 33%. Ciò sarebbe coerente con una storia di impatti che avrebbero pesantemente fratturato, ma non disgregato, l'asteroide, sulla cui superficie è possibile individuare strutture che mostrano un'elevata coerenza; i pezzi sarebbero quindi rimasti per lo più in posizione o avrebbero subito solo piccoli spostamenti che avrebbero infine condotto alla creazione di cavità interne.
Buczkowski e colleghi hanno sostenuto nel 2008 che fosse possibile leggere sulla superficie storie differenti per le due estremità di Eros e suggerito che l'asteroide si componesse di due parti a contatto. La creazione di un database dettagliato delle caratteristiche superficiali di Eros ha condotto gli stessi autori a rivedere le proprie ipotesi nel 2009, avendo identificato strutture che, presenti in entrambe le estremità dell'asteroide, sarebbero a sostegno dell'ipotesi che Eros sia un oggetto compatto.
Infine, R. Greenberg ritiene che sia possibile identificare parallelamente allo Hinks Dorsum. - precedentemente riconosciuto come una faglia compressiva - una vena di roccia che costituirebbe un punto di forza nella struttura interna dell'asteroide, che potrebbe essersi originata nel corpo progenitore di Eros e successivamente mantenutasi, resistendo all'azione erosiva degli impatti. Tale struttura potrebbe essere all'origine della forma allungata dell'asteroide.

## Superficie

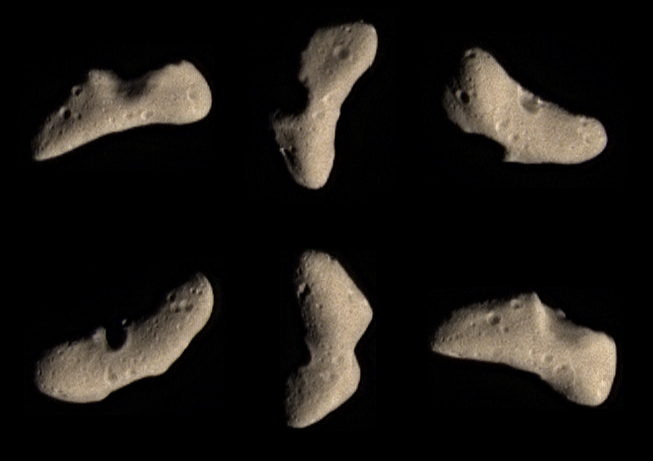
La superficie di Eros come approssimativamente apparirebbe all'occhio umano.

Le figure prominenti sulla superficie di Eros sono tre crateri d'impatto. Il maggiore, Himeros, presenta un diametro di circa 11 km ed una profondità di 1,5 km e si trova sul lato convesso dell'asteroide. Sul suo bordo sud-occidentale si sovrappone il cratere Charlois. di circa 7 km di diametro e profondo alcune centinaia di metri, chiaramente più giovane del precedente. Al suo interno si dispone uno strato di regolite non consolidato, relativamente profondo. Infine, sul lato concavo è presente il cratere Psyche di circa 5 km di diametro e profondo 1 km. Il cratere è antico dal momento che sul suo bordo sono presenti ben quattro crateri di circa 1 km di diametro ciascuno e, poiché contiene materiale espulso nell'impatto che ha generato la Charlois Regio, è sicuramente precedente a essa. Non è tuttavia possibile stabilire se temporalmente ha preceduto o seguito Himeros, perché le loro superfici non raggiungono dimensioni tali da rappresentare un campione statisticamente significativo.
Approfondendo l'indagine ad una risoluzione maggiore (compresa tra 1 km e 100 m), sulla superficie pesantemente craterizzata si sovrappongono creste e striature. Lo Hinks Dorsum, in particolare, che si estende per 18 km nell'emisfero settentrionale, potrebbe essere la manifestazione di una faglia molto estesa che trova una prosecuzione nelle Callisto Fossae, nella parte opposta dell'asteroide. Come già detto, R. Greenberg l'interpreta viceversa come una struttura di forza e non di debolezza dell'asteroide.

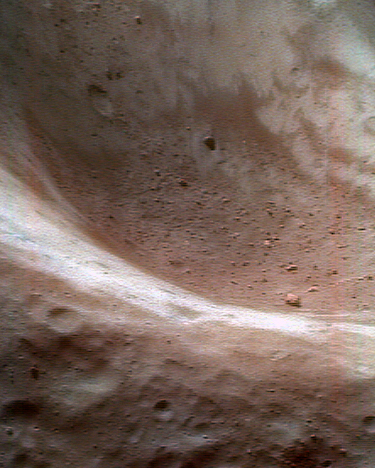
Immagine composta in falsi colori ottenuta con la fotocamera multispettrale che mostra le proprietà della regolite presente su Eros.

Significativamente, il numero di crateri di piccole dimensioni (inferiori ai 100–200 m) è minore di quanto teoricamente atteso, analogamente a quanto osservato su Fobos e sugli altopiani lunari. È stato ipotizzato che ciò sia dovuto al moto della regolite - provocato dalla pendenza della superficie o dalle onde sismiche generate da un impatto astronomico - che avrebbe cancellato le tracce degli impatti di minori dimensioni. Si ritiene, in particolare, di aver individuato nell'impatto che ha dato origine alla Charlois Regio la causa dell'assenza di crateri di piccole dimensioni (con diametro inferiore ai 500 m) da diverse aree che corrispondono complessivamente al 40% della superficie dell'asteroide. La degradazione della superficie sarebbe stata causata dall'energia sismica che, generata dall'impatto e propagatasi sotto forma di onde anche attraverso il corpo dell'asteroide, avrebbe determinato il crollo delle preesistenti strutture più piccole nelle regioni comprese entro una distanza di 9 km in linea retta dal punto dell'impatto. La vastità dell'area superficiale che appare colpita dal fenomeno si spiega anche con la forma fortemente irregolare dell'asteroide che accentua l'effetto già ovvio per un corpo sferico: punti anche diametralmente opposti e con una distanza superficiale ben superiore ai 9 km, possono trovarsi in linea retta ad una distanza inferiore a tale soglia. Il risultato complessivo è una distribuzione ineguale della densità di crateri sulla superficie.
 Lo stesso impatto avrebbe anche originato la maggior parte dei massi sparsi sulla superficie. Tale produzione è stata spiegata come dovuta alla particolarità del sito dell'impatto, che, avvenuto sul bordo di un altro grande cratere, potrebbe aver raggiunto strati più profondi.
Sotto i 50 m, infine, i massi e le strutture associate al trasporto della regolite dominano la morfologia della superficie. Non si rilevano invece le tracce dell'affioramento di rocce del substrato.

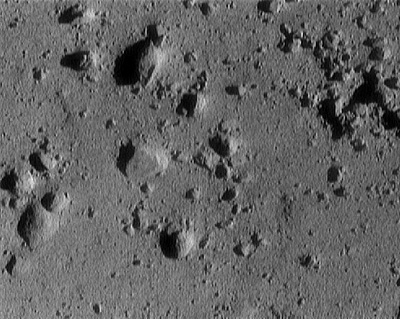
Regolite su 433 Eros, fotografata durante le ultime fasi dell'atterraggio della sonda NEAR Shoemaker sull'asteroide.

Lo strato superficiale apparirebbe all'occhio umano notevolmente uniforme, di colore bruno-dorato. Le principali anomalie nella colorazione sarebbero rappresentate da due tipologie di depositi, gli uni caratterizzati da valori elevati dell'albedo, individuati sulle pareti scoscese di alcuni crateri di grandi dimensioni e interpretati come dovuti all'affioramento di materiale del substrato meno alterato dallo space weathering (esposto a seguito di fenomeni di scorrimento dello strato superficiale); gli altri, detti pond (stagni), orizzontali e dalla superficie levigata, che presentano una componente bluastra della colorazione più intensa rispetto al terreno circostante. Questi ultimi sarebbero prodotti da materiale a grana fine che andrebbe a riempire crateri esistenti, livellandosi secondo una superficie equipotenziale locale. Basterebbe una profondità di 20 cm per dare le caratteristiche osservate. Il colore bluastro potrebbe essere conseguenza delle dimensioni dei grani, ma anche della segregazione di silicati dal ferro. I pond sarebbero composti prevalentemente dai primi, mentre il ferro avrebbe raggiunto una posizione di equilibrio a maggiore profondità. Ciò potrebbe anche spiegare le rilevazioni del GRS, essendo NEAR Shoemaker atterrata proprio in prossimità di un pond. È stato ipotizzato che il materiale che costituisce i pond possa provenire dall'interno dell'asteroide oppure - secondo un'ipotesi più recente - possa derivare dalla disgregazione dei massi causata dal ciclo termico. È possibile che nelle zone direttamente illuminate dai raggi solari si raggiunga al perielio una temperatura superficiale di 100 °C; mentre misure eseguite durante le ore notturne hanno indicato una temperatura vicina ai −150 °C. L'escursione termica giornaliera sarebbe compresa tra 10 e 100 °C.
Lo strato della regolite raggiunge uno spessore superiore almeno ai 10 m, ma in alcuni punti potrebbe raggiungere anche i 100 m. Questo supponendo che esista un'interfaccia netta tra la regolite stessa ed uno strato profondo di roccia di maggiore compattezza, interfaccia che potrebbe anche mancare; in tal caso la regolite superficiale degraderebbe verso blocchi di dimensioni sempre maggiori.

## Eros nella cultura
Quando Eros è stato scoperto era già stata introdotta la distinzione tra i pianeti e gli asteroidi (pianeti minori o pianetini). Ciononostante, le sue peculiarità attirarono l'attenzione sia della comunità scientifica, sia dell'opinione pubblica: Eros, infatti, non solo era il primo oggetto a venir scoperto tra la Terra e Marte, ma effettuava periodici avvicinamenti al nostro pianeta.
È probabile che Eros sia, dopo Cerere, il secondo asteroide più menzionato in opere letterarie e fantascientifiche.
L'asteroide compare per la prima volta in un'opera di fantascienza nel racconto in lingua inglese Our Distant Cousins (1929) dello scrittore irlandese Lord Dunsany, nel quale un aviatore avventuroso finisce sull'asteroide per un errore di navigazione nel suo viaggio di ritorno da Marte; Eros è un mondo vivo, ricoperto da boschi e abitato da animali simili a quelli terrestri, ma dalle dimensioni piccolissime. Sarà poi ambientata su Eros la striscia a fumetti On the Planetoid Eros della serie Buck Rogers, pubblicata tra il 17 agosto ed il 2 dicembre del 1931 negli Stati Uniti.
Nel 1933, il futuro fisico Freeman Dyson, allora di nove anni, scrisse il racconto incompiuto Sir Phillip Robert's Erolunar Collision, in cui immagina una spedizione sulla Luna per osservare la collisione dell'asteroide con il satellite. Il tema della possibile collisione ricorrerà anche successivamente. Così, nell'episodio Visitors from Outer Space della serie animata Space Angel, quando Eros compare per la prima volta in televisione nel 1962; in Superman vs The Flash LCE edito tra ottobre e novembre del 1976 dalla DC Comics; nel film tv Asteroid del 1997, diretto da Bradford May e nel romanzo Evolution di Stephen Baxter, del 2003.
Ricorre anche la situazione, comune anche ad altri asteroidi, di vedere Eros come un'astronave aliena camuffata – accade nella serie di sei romanzi Dig Allen Space Explorer (1959–1962) di Joseph Greene – o trasformato esso stesso in astronave, come nel romanzo La città degli Aztechi (Captive Universe, 1969) di Harry Harrison in cui l'asteroide è trasformato in una nave generazionale.
Nell'episodio La figlia di Eros (1969), della striscia a fumetti britannica Jeff Hawke, l'asteroide è la sede di un avamposto di potenziali invasori alieni che pur di rimanere in incognito, riescono con metodi subdoli a farvi annullare una missione terrestre.
Nel romanzo Il gioco di Ender (1985) di Orson Scott Card, la "Scuola di Comando" è situata su Eros, trasformato dagli alieni "Scorpioni" contro cui l'umanità è stata a lungo in guerra; mentre ne L'intrigo Wetware (Vacuum Flowers, 1987), di Michael Swanwick, Eros è circondato da uno sciame di stazioni spaziali.
Nella serie televisiva statunitense The Expanse del 2015, Eros risulta colonizzato e abitato dai "Cinturiani", una fazione umana che vive di estrazione mineraria nel sistema solare esterno. Per impedire che un'infezione provocata da una molecola aliena possa propagare nel sistema solare, nella seconda stagione viene masso in atto un tentativo per far schiantare l'asteroide sul Sole.

### Esplicative
1. ↑  Crateri meteoritici di dimensioni paragonabili all'oggetto sono stati osservati anche su altri oggetti asteroidali.
2. ↑  Il 31 gennaio 2012 433 Eros è transitato a 0,179 UA (26,7 milioni di chilometri) dalla Terra, circa 70 volte la distanza della Luna dal nostro pianeta, raggiungendo la magnitudine visuale di +8,1. Nel prossimo avvicinamento, che si verificherà il 15 gennaio del 2019, Eros raggiungerà la nona magnitudine.
3. ↑  Il massimo avvicinamento è stato raggiunto il 27 dicembre 1900 quando Eros è transitato ad una distanza di 0,3149 UA dalla Terra.[1]
4. ↑  Prima di utilizzare Eros si era tentato con gli asteroidi 7 Iris, 12 Victoria e 80 Sappho. Cfr. Cecchini, G., pp. 379-380, 1952.
5. ↑  Si veda La legge di gravitazione universale in fisica classica.
6. ↑  Si veda l'elenco dell'osservazioni riportato sul sito del Minor Planet Center cui si fa riferimento nei Collegamenti esterni.
7. ↑  La densità media della crosta terrestre varia tra 2 200 e 2900 kg/m³. Per maggiori informazioni si veda: Proprietà chimico-fisiche della geosfera.
8. ↑  Rapporto di abbondanza valutato in funzione del peso del quantitativo presente del singolo elemento.
9. 1 2  L'Hinks Dorsum è indicato come Rahe Dorsum nelle pubblicazioni redatte dai membri del gruppo di lavoro che ha analizzato i dati della sonda NEAR.
10. ↑  Il cratere Charlois è indicato come cratere Shoemaker nelle pubblicazioni redatte dai membri del gruppo di lavoro che ha analizzato i dati della sonda NEAR.
11. ↑  Robinson, M.S.; et al. (2002) indicano la Charlois Regio (Shoemaker Regio) nello strato di regolite presente nel cratere, tuttavia l'Unione Astronomica Internazionale non ha distinto, nell'assegnazione del nome, la regio dal cratere.
12. ↑  La distinzione tra i pianeti e gli asteroidi, pur con alcune eccezioni, venne introdotta nella seconda metà dell'Ottocento.
(EN) Hilton, J.L., When did asteroids become minor planets?, su usno.navy.mil, U.S. Naval Observatory. URL consultato il 9 settembre 2011 (archiviato dall'url originale il 6 aprile 2012).
13. ↑  pubblicato in Italia nel 1980 nella collana Urania.